# 老营堡千户所
老营堡千户所，明朝时设置的千户所。
嘉靖十七年（1538年）置，治所在今山西省偏关县东北老营堡。属山西都指挥使司。清朝雍正三年（1725年）废，次年改置老营堡巡司。